# Tammuz (mes hebreu)

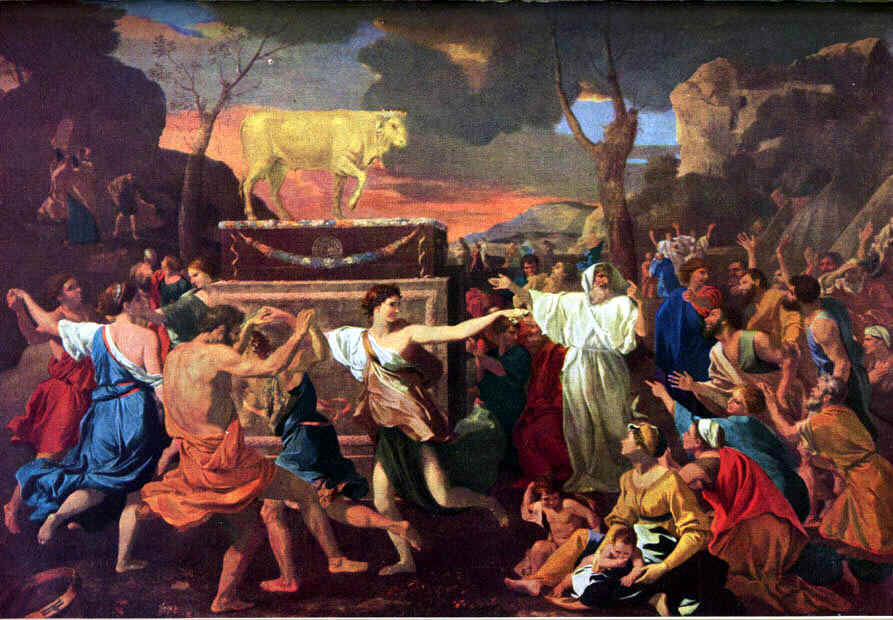
Tammuz és el mes del pecat del vedell d'or

Tammuz és un mes del calendari hebreu que equival als mesos de juny i juliol. Deriva del Tammuz del calendari babilònic, ja que així es deia una de les divinitats principals d'aquest poble (també anomenat Dumuzi). Te lloc un dejuni el dia 17 de Tammuz per recordar la caiguda de les muralles de Jerusalem davant dels enemics (babilonis i romans) i les calamitats patides pel poble.